# Tanya Tucker
Tanya Tucker (ur. 10 października 1958 w Seminole w Teksasie) – amerykańska piosenkarka country, która wylansowała swój pierwszy przebój Delta Dawn (zajął m.in. 3. miejsce na U.S. Billboard Hot Country Singles) w 1972 roku w wieku zaledwie 13 lat. W 1973 otrzymał on nominację do Nagrody Grammy w kategorii  Best Female Country Vocal Performance.
10 singli Tucker znalazło się na pierwszym miejscu listy przebojów muzyki country amerykańskiego magazynu muzycznego Billboard (na przestrzeni kilku dekad wiele razy zmieniano nazwę tej listy; od 30 kwietnia 2005 - Hot Country Songs). Taką samą pozycję zdobył jej album płytowy Here's Some Love z 1976, który wspiął się na szczyt listy Billboardu Top Country Albums.

## Wybrana dyskografia
- październik 1972: Delta Dawn
- kwiecień 1973: What's Your Mama's Name
- styczeń 1976: Lovin' and Learnin'
- wrzesień 1976: Here's Some Love
- marzec 1986: Girls Like Me
- lipiec 1987: Love Me Like You Used To
- lipiec 1988: Strong Enough to Bend
- kwiecień 1990: Tennessee Woman
- lipiec 1991: What Do I Do with Me
- październik 1992: Can't Run from Yourself
- październik 1993: Soon
- wrzesień 2002: Tanya
- czerwiec 2009: My Turn